# II mechanik
II mechanik (II oficer mechanik) - stanowisko oficerskie w dziale maszynowym na statku handlowym, zastępca starszego mechanika. Funkcję II mechanika zalicza się do stanowisk na poziomie zarządzania, niezbędnych dla zapewnienia bezpieczeństwa żeglugi. W zależności od specyfiki statku może być zatrudniony w systemie wachtowym (nowe statki o nielicznych załogach maszynowych) jak i dniówkowym. W tym ostatnim przypadku kieruje pracą całej załogi maszynowej na dejmance.
Ze względu na moc silników głównych stopień kwalifikacji II mechanika określają odpowiednie dyplomy morskie:
- dyplom II oficera mechanika na statkach o mocy maszyn głównych od 750 do 3.000 kW,
- dyplom II oficera mechanika na statkach o mocy maszyn głównych 3.000 kW i powyżej.

## Kwalifikacje II oficera mechanika
1. Do uzyskania dyplomu II oficera mechanika na statkach o mocy maszyn głównych od 750 do 3.000 kW wymagane jest:
  - posiadanie dyplomu oficera mechanika wachtowego na statkach o mocy maszyn głównych 750 kW i powyżej, dodatkowej 12-miesięcznej praktyki pływania na statkach morskich o mocy maszyn głównych 750 kW i powyżej na stanowisku oficera mechanika wachtowego oraz ukończenie kursu i złożenie egzaminu na poziomie zarządzania,
2. Do uzyskania dyplomu II oficera mechanika na statkach o mocy maszyn głównych 3.000 kW i powyżej wymagane jest (opcjonalnie):
  - posiadanie dyplomu oficera mechanika wachtowego na statkach o mocy maszyn głównych 750 kW i powyżej, dodatkowej 18-miesięcznej praktyki pływania na statkach morskich o mocy maszyn głównych 3.000 kW i powyżej na stanowisku oficera mechanika wachtowego oraz ukończenie kursu i złożenie egzaminu na poziomie zarządzania,
  - posiadanie dyplomu II oficera mechanika na statkach o mocy maszyn głównych od 750 do 3.000 kW oraz dodatkowej 12-miesięcznej praktyki pływania na statkach morskich o mocy maszyn głównych od 750 do 3.000 kW na stanowisku II oficera mechanika albo na stanowisku oficera mechanika wachtowego na statkach morskich o mocy maszyn głównych 3.000 kW i powyżej.
3. obowiązek ukończenia kursu nie dotyczy absolwentów kierunku mechanika i budowa maszyn wyższych uczelni morskich,
4. obowiązek ukończenia kursu nie dotyczy absolwentów kierunku mechanicznego w specjalnościach: budowa, eksploatacja, obsługa, remonty maszyn i urządzeń okrętowych lub siłowni okrętowych ośrodków szkoleniowych (policealne szkoły morskie) kształcących na poziomie zarządzania.

## Uprawnienia II mechanika
1. Dyplom II oficera mechanika na statkach o mocy maszyn głównych od 750 kW do 3.000 kW uprawnia do zajmowania stanowiska:
  - II oficera mechanika na statkach o mocy maszyn głównych poniżej 3.000 kW,
  - II oficera mechanikana każdym statku w żegludze bałtyckiej,
  - starszego oficera mechanika na statkach o mocy maszyn głównych poniżej 1.500 kW w żegludze bałtyckiej,
  - starszego oficera mechanika na statkach o mocy maszyn głównych poniżej 3.000 kW w żegludze krajowej.
2. Dyplom II oficera mechanika na statkach o mocy maszyn głównych 3.000 kW i powyżej uprawnia do zajmowania stanowiska:
  - II oficera mechanika - na każdym statku,
  - starszego oficera mechanika - na statkach o mocy maszyn głównych poniżej 3.000 kW w żegludze bałtyckiej,
  - starszego oficera mechanika - na każdym statku w żegludze krajowej.